# Chapoda
Genre

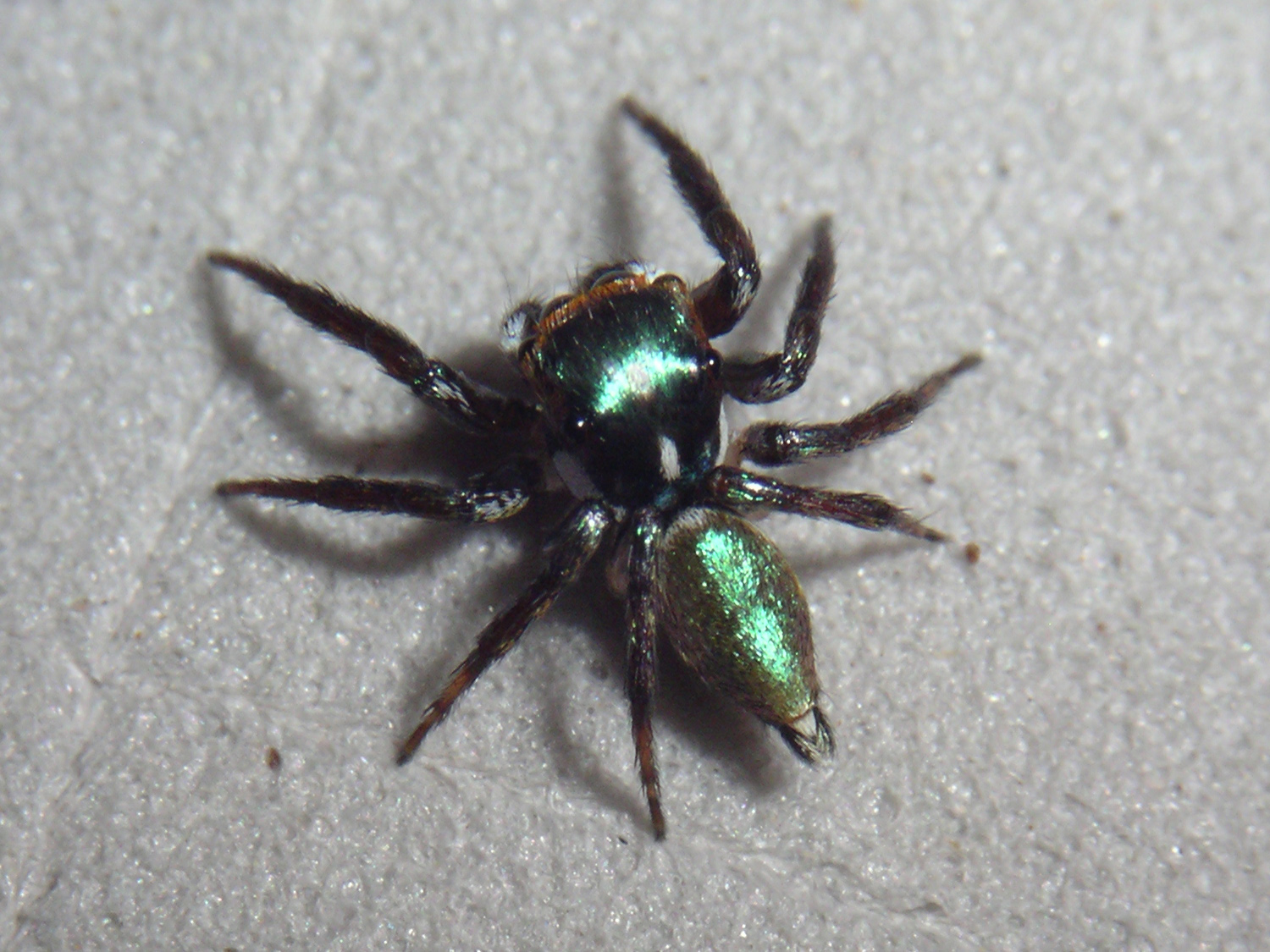

Chapoda est un genre d'araignées aranéomorphes de la famille des Salticidae.

## Distribution
Les espèces de ce genre se rencontrent en Amérique centrale, en Amérique du Sud et au Mexique.

## Liste des espèces
Selon World Spider Catalog (version 24.5, 16/08/2023) :
- Chapoda angusta Zhang & Maddison, 2012
- Chapoda festiva Peckham & Peckham, 1896
- Chapoda fortuna Zhang & Maddison, 2012
- Chapoda gaitana Galvis, 2016
- Chapoda gitae Zhang & Maddison, 2012
- Chapoda guancavilca Macías-Tulcán, Galvis & Molina-Moreira, 2023
- Chapoda inermis (F. O. Pickard-Cambridge, 1901)
- Chapoda maxillosa (F. O. Pickard-Cambridge, 1901)
- Chapoda montana (Chickering, 1946)
- Chapoda panamana Chickering, 1946
- Chapoda peckhami Banks, 1929
- Chapoda recondita (Peckham & Peckham, 1896)
- Chapoda sanlorenzo Galvis, 2016
- Chapoda santay Macías-Tulcán, Galvis & Molina-Moreira, 2023
- Chapoda suaita Galvis, 2016

## Systématique et taxinomie
Ce genre a été décrit par Peckham et Peckham en 1896 dans les Attidae.

## Publication originale
- Peckham & Peckham, 1896 : « Spiders of the family Attidae from Central America and Mexico. » Occasional Papers of the Natural History Society of Wisconsin, vol. 3, no 1, p. 1-101 (texte intégral).